# Festival Primavera de Praga
El Festival Internacional de Música Primavera de Praga (en checo: Mezinárodní hudební festival Pražské jaro, o, simplemente, Pražské jaro) es un festival de música clásica, que se celebra cada año en el mes de mayo desde 1946 en Praga. 
Constituye un escaparate permanente de los mejores intérpretes, orquestas sinfónicas y grupos de música de cámara, del mundo.

## Historia
El primer festival se celebró en 1946, bajo el patrocinio del Presidente de Checoslovaquia, Edvard Beneš, y su comité organizador estuvo constituido por las más importantes figuras de la vida musical checoslovaca de la época. En aquel año, la Orquesta Filarmónica Checa, que celebraba su cincuentenario, se hizo cargo de todos los conciertos sinfónicos programados. Rafael Kubelík, por entonces director musical de la orquesta, fue uno de los impulsores de la creación del Festival. A lo largo de los años, algunos de los más grandes intérpretes del mundo acudieron a actuar en la Primavera de Praga, entre ellos Karel Ančerl, Maurice André, Leonard Bernstein, Sir Adrian Boult, Kim Borg, Alfred Brendel, Sir Colin Davis, Rudolf Firkušný, Herbert von Karajan, Paul Klecki, Leonid Kogan, Jaroslav Krombholc, Rafael Kubelík, Gustav Leonhardt, Moura Lympany, Lorin Maazel, Evgeny Mravinsky, Charles Münch, Anne-Sophie Mutter, Václav Neumann, Ginette Neveu, Jarmila Novotná, Lev Oborin, David Óistraj, Boris Pergamenshchikov, Lucia Popp, Sviatoslav Richter, Mstislav Rostropovich, Gennady Rozhdestvensky, Arthur Rubinstein, Heinrich Schiff, Leopold Stokowski, Ken-Ichiro Kobayashi o Jan Panenka.
Desde 1952, el festival se inaugura el 12 de mayo de cada año, aniversario de la muerte de Bedřich Smetana, con una interpretación de su ciclo de poemas sinfónicos Mi Patria, normalmente a cargo de la Filarmónica Checa. De todos estos conciertos se puede destacar por su carácter histórico, el que dirigió Rafael Kubelík en 1990, en su retorno a la dirección en su patria tras su exilio.
La sede principal del Festival, donde se celebra el concierto de apertura, es la Sala Smetana, en la Casa Municipal de Praga, si bien varios conciertos se celebran en la Sala Dvořák del Rudolfinum, la Academia de Música, el Conservatorio de Praga, el Teatro Nacional, los Jardines del Palacio Wallenstein, o diversas iglesias de la ciudad.
Desde el principio de su historia, el Festival ha prestado especial atención a los jóvenes intérpretes, con la celebración de un concurso internacional que cada años se dedica a una o varias especialidades instrumentales y vocales. Entre los galardonados en las diferentes ediciones, se puede destacar a Mstislav Rostropovich, Natalia Gutman, Dagmar Pecková, Štefan Margita, Radek Baborák, etc.
El Festival es miembro de la Asociación Europea de Festivales.